# بيتر ديفيد
بيتر ديفيد (بالإنجليزية: Peter David) (و. 1956  م) هو كاتب، وروائي، وكاتب سيناريو، وكاتب خيال علمي أمريكي. تعلم في جامعة نيويورك.

## وصلات خارجية
- بيتر ديفيد على موقع IMDb (الإنجليزية)
- بيتر ديفيد على موقع الموسوعة البريطانية (الإنجليزية)
- بيتر ديفيد على موقع ميوزك برينز (الإنجليزية)
- بيتر ديفيد على موقع قاعدة بيانات الفيلم (الإنجليزية)
- بيتر ديفيد في قاعدة بيانات الأفلام على الإنترنت